# CALML5
CALML5 (англ. Calmodulin like 5) – білок, який кодується однойменним геном, розташованим у людей на короткому плечі 10-ї хромосоми. Довжина поліпептидного ланцюга білка становить 146 амінокислот, а молекулярна маса — 15 893.
| 10         |  | 20         |  | 30         |  | 40         |  | 50         |
| ---------- |  | ---------- |  | ---------- |  | ---------- |  | ---------- |
| MAGELTPEEE |  | AQYKKAFSAV |  | DTDGNGTINA |  | QELGAALKAT |  | GKNLSEAQLR |
| KLISEVDSDG |  | DGEISFQEFL |  | TAAKKARAGL |  | EDLQVAFRAF |  | DQDGDGHITV |
| DELRRAMAGL |  | GQPLPQEELD |  | AMIREADVDQ |  | DGRVNYEEFA |  | RMLAQE     |

A: Аланін

D: Аспарагінова кислота

E: Глутамінова кислота

F: Фенілаланін

G: Гліцин

H: Гістидин

I: Ізолейцин

K: Лізин

L: Лейцин

M: Метіонін

N: Аспарагін

P: Пролін

Q: Глутамін

R: Аргінін

S: Серин

T: Треонін

V: Валін

Задіяний у такому біологічному процесі, як ацетилювання. 
Білок має сайт для зв'язування з іонами металів, іоном кальцію. 